# 葵町
葵町是奉天滿鐵附屬地的一個町。位於今天的中華人民共和國遼寧省瀋陽市和平區，在千代田通（今中華路）以西，南一條通（千日通）穿過，鄰接稻葉町和萩町。葵在日本文化中是八月的象徵。